# Hucqueliers
Hucqueliers é uma comuna francesa na região administrativa de Altos da França, no departamento de Pas-de-Calais. Estende-se por uma área de 7,62 km². Em 2010 a comuna tinha 488 habitantes (densidade: 64 hab./km²).